# Carvalhal (Sertã)
Carvalhal es una freguesia portuguesa del concelho de Sertã, con 9,84 km² de superficie y  habitantes (2001). Su densidad de población es de 62,3 hab/km².